# Gustav-Adolf Mossa
Gustav-Adolf Mossa, pintor simbolista francés nació en Niza el 28 de enero de 1883 y falleció en la misma ciudad, el 25 de mayo de 1971.
Su padre Alexis Mossa (1844-1926), fue también un pintor nizardo que realizó numerosos afiches del Carnaval de Niza a fines del siglo XIX. Fue quien influenció, principalmente, la carrera de pintor de Gustav-Adolf.
Mossa fue un pintor simbolista que siguió los pasos de Gustave Moreau, Lucien Lévy-Dhurmer, Edgar Maxence, Émile-René Ménard. Impregnado de las lecturas de, Mallarmé, Baudelaire, Huysmans, se inspiró de los maestros del Quattrocento, de los prerrafaelitas y del Art nouveau.
Pintó intensamente durante quince años, hasta 1918, pero la mayor parte de sus obras simbolistas fueron descubiertas luego de su fallecimiento.

## Biografía
Nació en 1883 de madre italiana, Marguerite Alfieri y del pintor Alexis Mossa, Gustav-Adolf se interesó tempranamente a la pintura. Un cuadro de su padre lo representa pintando a la edad de nueve años. Su padre, paisajista e imaginero del Carnaval de Niza desde 1873, será su profesor. Hasta 1900, Mossa estudió en la Escuela de Artes decorativas de Niza en dónde se familiarizó con el Art nouveau. Paralelamente, su padre lo inicia en el arte del paisaje a la acuarela en las inmediaciones de Niza y en la región, adquiriendo así una técnica pictural.
Hacia 1900, luego de la Exposición Universal de París, se compenetra con el movimiento simbolista y el Art nouveau. Entonces deja la Escuela de Artes decorativas y se dedica igualmente a la escritura de piezas de teatro y poemas. 
En 1901, crea su primera gran tela simbolista: Salomé ou prologue du Christianisme. Realiza al mismo tiempo, una serie de viajes en compañía de su padre en Italia, en donde visita Génova, Pisa, Siena, y sobre todo Florencia. En la línea de su padre, concreta sus primeras obras para el carnaval de Niza.
A fines de 1902, Mossa regresa a Niza, en dónde presenta su primer proyecto de carro alegórico en el concourso de carnaval. En 1903, entabla un nuevo viaje con su padre a Mantua, Padua y Venecia.
De 1904 a 1911, conoce un periodo muy fecundo: pintura simbolista, escenas de carnaval, paisajes a la acuarela, poemas y piezas de teatro.
En 1908, se casa con Charlotte-Andrée Naudin. En 1911, conoce un cierto éxito en la ocasión de una exposición en la Galería Georges Petit de París. Descubre entonces el arte primitivo flamenco y abandona el simbolismo.
En el transcurso de 1913, Mossa expone en Niza y en París una serie de obras inspiradas en el trabajo de Robert Schumann.
En 1914, durante la  Primera Guerra Mundial, fue movilizado y gravemente herido. De esta experiencia de la guerra, saca un cuadro concluido en 1916 : Les tristes heures de la guerre.
Rompe con su mujer en 1918 y al año siguiente fallece su madre. Mossa continua entonces con mucha menor intensidad, paisajes, ilustraciones y escritos. Se casará de nuevo en  1925 con Lucrèce Roux quien fallece en 1955.
A la muerte de su padre en 1926, retoma la sucesión como conservador del Museo de Bellas Artes de Niza. Luego del fallecimiento de su segunda esposa, se casó nuevamente en 1956 con Marie-Marcelle Butteli, rebautizada Violette por Mossa.
Cuando Mossa muere el 25 de mayo de 1971, se descubrió su obra simbolista, ocultada por él mismo a su entorno y familiares, y al público que lo conocía esencialmente por su trabajo sobre de imágenes del Carnaval de Niza.

## Obra
Artista con una producción polimorfa, Mossa dejó tras si, además de su obra pictural, un gran número de textos entre los cuales, libretos de operas y otras piezas líricas. Se debe tener en cuenta a su obra en relación con la música, la pintura y la literatura. Abrevó su inspiración en las obras de grandes escritores, de los cuales era un lector asiduo y en particular en las de Baudelaire.
Sus obras de composiciones a menudo dramáticas, con dibujos rebuscados, recurrentemente caricaturales, analizan situaciones de la vida y dan prueba de una cierta lucidez psicológica. 
La obra de Mossa es un conjunto de referencias a mitos, fábulas, que maneja como un psicoanalista: conflictos de pulsiones de vida y de muerte, Eros y Tanatos, y aún más particularmente en la representación de Salomé que obsesiona a casi todos los simbolistas, pero también de otras figuras como las de Safo y Dalila.

## Lista de obras
- Salomé ou prologue du Christianisme (1901)
- Judith et Holopherne (1904)
- La sirène repue, Le baiser d'Hélène, Dalila s'amuse et Le Fœtus (1905)
- Pierrot s'en va, Elle, Lui, La Sphinge, Valse macabre, Suzanne et les vieillards et Leda (1906)
- Le Vice, Esther, Eva Pandora, Femme aux oenocoes, La Harpyie et Rubria (1907)
- Christus, Les mortes, Salomon et Salomé (1908)
- Le coq et la perle (1909)
- Bruges la morte (1911)
- Les tristes heures de la guerre (1916)
- Sourire de Reims (1918)

## Mossa Ilustrador
- Hyalis, le petit faune aux yeux bleus de Samain, chez Ferroud, (1918).
- Le petit soldat de plomb d'Anatole France, chez Ferroud, (1919).
- Xanthis ou la vitrine sentimentale de Samain, chez Ferroud, (1920).
- Les sept femmes de Barbe-Bleue d'Anatole France, chez Ferroud, (1921).
- La leçon bien apprise d'Anatole France, chez Ferroud, (1922).
- La ceinture de Vénus, (1923).
- Zadig ou la destinée de Voltaire, chez Ferroud, (1924).
- La légende des saintes Oliverie et Liberette, chez Ferroud, (1924).
- Madame de Luzy d'Anatole France, chez Ferroud, (1927).
- Hérodias de Flaubert, chez Ferroud, (1927).
- Le barbier de Séville de Beaumarchais, chez Ferroud, (1930).
- Chansons niçoises, chez Delrieu. 1953, 12 illustrations coloriées à la main par Mossa.